# Rafael Ángel Pérez Cordoba
Rafael Ángel Pérez Cordoba (* 3. Juli 1946 in San José; † 25. April 2019) war ein costa-ricanischer Langstreckenläufer. Er nahm an den Olympischen Sommerspielen 1968 im Marathonlauf teil. Am 8. Februar 1976 brach er den bis dato bestehenden Halbmarathon-Weltrekord, welcher knapp ein Jahr später wieder von Miruts Yifter gebrochen wurde.